# Vuelo 501 de Pacific Western Airlines
El Vuelo 501 de Pacific Western Airlines era un vuelo regular que voló entre Calgary y Edmonton, Alberta, Canadá. El avión se incendió durante el despegue el 22 de marzo de 1984.

## Descripción del accidente

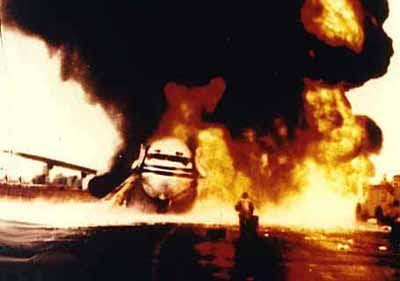
El avión que cubría el vuelo 501 incendiado durante el despegue.

El Boeing 737 rodó desde el Aeropuerto Internacional de Calgary a las 7:35 AM y procedió a ir al norte por la pista 34-16, que transportaba a cinco miembros de la tripulación y 114 pasajeros. A las 7:42 AM, un sonido de explosión se escuchó 20 segundos durante el despegue. El avión empezó a vibrar y girar a la izquierda, y se produjo un incendio en la parte trasera de la aeronave. El piloto, Stan Fleming, logró abortar el despegue.
Una evacuación de emergencia se ordenó ya que el fuego continuaba rugiendo. Cinco personas resultaron heridas de gravedad y 22 sufrieron heridas leves, pero nadie resultó muerto. El avión fue destruido por el fuego.
El fuego se atribuyó a una falla del disco del compresor que voló en pedazos, rompiendo los depósitos de combustible. Este incidente fue similar a la causa de la Vuelo 28M de British Airtours desastre que se cobró 55 vidas en 1985.